# De Deus um Cantador
De Deus um Cantador foi o primeiro álbum lançado pelo Pe. Fábio de Melo em 1997, pela gravadora Paulinas Comep, possui 11 músicas e mais uma faixa interativa com letras, partituras e acesso à internet. Todas as músicas são assinadas por ele, exceto a música Nos Olhos da Criança. O álbum de estreia de Fábio de Melo, contou com duas participações especiais. Foi gravado e masterizado nos estúdios Paulinas-COMEP.

## Faixas
1. "Milagre de Amor" (Fábio de Melo, scj) - (Participação Especial de Andréia Sales)
2. "Vim Aqui Pra Dizer" (Fábio de Melo, scj)
3. "Missão de Profeta" (Fábio de Melo, scj)
4. "Nos Olhos da Criança" (André Luís Luna Granja, scj)
5. "Em Tua Presença" (Walmir Alencar / Fábio de Melo, scj) - (Participação Especial de Walmir Alencar)
6. "Eis-me Aqui" (Fábio de Melo, scj / Bruno Moritz Neto)
7. "Cura Interior" (Fábio de Melo, scj)
8. "Estou a Porta e Peço Entrada" (Fábio de Melo, scj)
9. "Lição de Amor" (Fábio de Melo, scj)
10. "Solidão Acompanhada" (Walmir Alencar / Fábio de Melo, scj)
11. "Reggae de Louvor" (Fábio de Melo, scj)